# Final de la Liga de Campeones Femenina de la UEFA 2021-22
La final de la Liga de Campeones Femenina de la UEFA 2021-22 fue disputada el día 21 de mayo de 2022 en el Juventus Stadium en Turín, Italia.

## Finalistas
En negrita, las finales ganadas.
| Equipos           | Finales jugadas anteriormente | Finales jugadas anteriormente                                                    |
| ----------------- | ----------------------------- | -------------------------------------------------------------------------------- |
| Barcelona         | 2 (1)                         | 2018-19, 2020-21.                                                                |
| Olympique de Lyon | 9 (7)                         | 2009-10, 2010-11, 2011-12, 2012-13, 2015-16, 2016-17, 2017-18, 2018-19, 2019-20. |

## Sede de la Final
El 2 de marzo de 2020, durante su reunión en Ámsterdam, Países Bajos, el Comité Ejecutivo de la UEFA seleccionó el Juventus Stadium de Turín como sede de la final.
| Italia                                |                  |                  |                  |
| Ciudad                                | Estadio          |                  |                  |
| Turín                                 | Juventus Stadium | Juventus Stadium | Juventus Stadium |
|                                       |                  |                  |                  |
| 41 000 espectadores                   |                  |                  |                  |
| Final Liga de Campeones femenina 2022 |                  |                  |                  |

## Partidos de clasificación para la Final
| GRUPO C    | Pts. | PJ | PG | PE | PP | GF | GC | Dif |
| ---------- | ---- | -- | -- | -- | -- | -- | -- | --- |
| Barcelona  | 18   | 6  | 6  | 0  | 0  | 24 | 1  | 23  |
| Arsenal    | '9   | 6  | 3  | 0  | 3  | 14 | 13 | 1   |
| Hoffenheim | 9    | 6  | 3  | 0  | 3  | 11 | 15 | -4  |
| Køge       | 0    | 6  | 0  | 0  | 6  | 2  | 22 | -20 |

| GRUPO D           | Pts. | PJ | PG | PE | PP | GF | GC | Dif |
| ----------------- | ---- | -- | -- | -- | -- | -- | -- | --- |
| Olympique de Lyon | 15   | 6  | 5  | 0  | 1  | 19 | 2  | 17  |
| Bayern Múnich     | 13   | 6  | 4  | 1  | 1  | 15 | 3  | 12  |
| Benfica           | 4    | 6  | 1  | 1  | 4  | 2  | 16 | -14 |
| Häcken            | 3    | 6  | 1  | 0  | 5  | 3  | 18 | -15 |

## Partido

### Ficha
| 1     | POR   | Sandra Paños           |     |
| 8     | DEF   | Marta Torrejón         | 59' |
| 2     | DEF   | Irene Paredes          |     |
| 4     | DEF   | María Pilar León       |     |
| 16    | DEF   | Fridolina Rolfö        | 75' |
| 14    | MED   | Aitana Bonmatí         |     |
| 12    | MED   | Patricia Guijarro      |     |
| 11    | MED   | Alexia Putellas        |     |
| 7     | DEL   | Caroline Graham Hansen |     |
| 10    | DEL   | Jennifer Hermoso       | 45' |
| 9     | DEL   | Mariona Caldentey      | 59' |
| D. T. | D. T. | Jonatan Giráldez       |     |

| 1     | POR   | Christiane Endler   |     |
| 12    | DEF   | Ellie Carpenter     | 14' |
| 3     | DEF   | Wendie Renard       |     |
| 29    | DEF   | Griedge Mbock Bathy | 81' |
| 4     | DEF   | Selma Bacha         |     |
| 26    | MED   | Lindsey Horan       |     |
| 6     | MED   | Amandine Henry      |     |
| 13    | MED   | Catarina Macario    |     |
| 20    | DEL   | Delphine Cascarino  | 81' |
| 14    | DEL   | Ada Hegerberg       |     |
| 28    | DEL   | Melvine Malard      | 72' |
| D. T. | D. T. | Sonia Bompastor     |     |

| 20 | DEL | Asisat Oshoala         | 45' |
| 18 | DEF | Ana-Maria Crnogorčević | 59' |
| 22 | MED | Lieke Martens          | 59' |
| 6  | DEL | Claudia Pina           | 75' |

| 21 | DEF | Kadeisha Buchanan | 14' |
| 9  | DEL | Eugénie Le Sommer | 72' |
| 5  | DEF | Perle Morroni     | 81' |
| 23 | DEF | Janice Cayman     | 81' |

| 41' | Alexia Putellas | 1:3 |

| 6' · 23' · 33' | Amandine Henry Ada Hegerberg Catarina Macario | 0:1 0:2 0:3 |

| 33' · 85' | María Pilar León Irene Paredes |

| 45+3' · 65' · 90+4' | Ada Hegerberg Catarina Macario Perle Morroni |

| Principal  | Lina Lehtovaara       |
| Asistentes | Chrysoula Kourompylia |
|            | Karolin Kaivoja       |
| Cuarto     | Jana Adámková         |
| Quinto     | Lucie Ratajová        |

| VAR            | Tiago Martins |
| Asistentes VAR | João Pinheiro |
|                | Paolo Valeri  |

|                    |     |     |
| Tiros              | 15  | 13  |
| Tiros a puerta     | 3   | 5   |
| Faltas             | 5   | 6   |
| Saques de esquina  | 4   | 1   |
| Fueras de juego    | 5   | 1   |
| Posesión del balón | 58% | 42% |

| Alineación inicial |

| 1     | POR   | Sandra Paños           |     |
| 8     | DEF   | Marta Torrejón         | 59' |
| 2     | DEF   | Irene Paredes          |     |
| 4     | DEF   | María Pilar León       |     |
| 16    | DEF   | Fridolina Rolfö        | 75' |
| 14    | MED   | Aitana Bonmatí         |     |
| 12    | MED   | Patricia Guijarro      |     |
| 11    | MED   | Alexia Putellas        |     |
| 7     | DEL   | Caroline Graham Hansen |     |
| 10    | DEL   | Jennifer Hermoso       | 45' |
| 9     | DEL   | Mariona Caldentey      | 59' |
| D. T. | D. T. | Jonatan Giráldez       |     |

| 1     | POR   | Christiane Endler   |     |
| 12    | DEF   | Ellie Carpenter     | 14' |
| 3     | DEF   | Wendie Renard       |     |
| 29    | DEF   | Griedge Mbock Bathy | 81' |
| 4     | DEF   | Selma Bacha         |     |
| 26    | MED   | Lindsey Horan       |     |
| 6     | MED   | Amandine Henry      |     |
| 13    | MED   | Catarina Macario    |     |
| 20    | DEL   | Delphine Cascarino  | 81' |
| 14    | DEL   | Ada Hegerberg       |     |
| 28    | DEL   | Melvine Malard      | 72' |
| D. T. | D. T. | Sonia Bompastor     |     |

| 20 | DEL | Asisat Oshoala         | 45' |
| 18 | DEF | Ana-Maria Crnogorčević | 59' |
| 22 | MED | Lieke Martens          | 59' |
| 6  | DEL | Claudia Pina           | 75' |

| 21 | DEF | Kadeisha Buchanan | 14' |
| 9  | DEL | Eugénie Le Sommer | 72' |
| 5  | DEF | Perle Morroni     | 81' |
| 23 | DEF | Janice Cayman     | 81' |

| 41' | Alexia Putellas | 1:3 |

| 6' · 23' · 33' | Amandine Henry Ada Hegerberg Catarina Macario | 0:1 0:2 0:3 |

| 33' · 85' | María Pilar León Irene Paredes |

| 45+3' · 65' · 90+4' | Ada Hegerberg Catarina Macario Perle Morroni |

| Principal  | Lina Lehtovaara       |
| Asistentes | Chrysoula Kourompylia |
|            | Karolin Kaivoja       |
| Cuarto     | Jana Adámková         |
| Quinto     | Lucie Ratajová        |

| VAR            | Tiago Martins |
| Asistentes VAR | João Pinheiro |
|                | Paolo Valeri  |

|                    |     |     |
| Tiros              | 15  | 13  |
| Tiros a puerta     | 3   | 5   |
| Faltas             | 5   | 6   |
| Saques de esquina  | 4   | 1   |
| Fueras de juego    | 5   | 1   |
| Posesión del balón | 58% | 42% |

| Alineación inicial |

| 1     | POR   | Sandra Paños           |     |
| 8     | DEF   | Marta Torrejón         | 59' |
| 2     | DEF   | Irene Paredes          |     |
| 4     | DEF   | María Pilar León       |     |
| 16    | DEF   | Fridolina Rolfö        | 75' |
| 14    | MED   | Aitana Bonmatí         |     |
| 12    | MED   | Patricia Guijarro      |     |
| 11    | MED   | Alexia Putellas        |     |
| 7     | DEL   | Caroline Graham Hansen |     |
| 10    | DEL   | Jennifer Hermoso       | 45' |
| 9     | DEL   | Mariona Caldentey      | 59' |
| D. T. | D. T. | Jonatan Giráldez       |     |

| 1     | POR   | Christiane Endler   |     |
| 12    | DEF   | Ellie Carpenter     | 14' |
| 3     | DEF   | Wendie Renard       |     |
| 29    | DEF   | Griedge Mbock Bathy | 81' |
| 4     | DEF   | Selma Bacha         |     |
| 26    | MED   | Lindsey Horan       |     |
| 6     | MED   | Amandine Henry      |     |
| 13    | MED   | Catarina Macario    |     |
| 20    | DEL   | Delphine Cascarino  | 81' |
| 14    | DEL   | Ada Hegerberg       |     |
| 28    | DEL   | Melvine Malard      | 72' |
| D. T. | D. T. | Sonia Bompastor     |     |

| 20 | DEL | Asisat Oshoala         | 45' |
| 18 | DEF | Ana-Maria Crnogorčević | 59' |
| 22 | MED | Lieke Martens          | 59' |
| 6  | DEL | Claudia Pina           | 75' |

| 21 | DEF | Kadeisha Buchanan | 14' |
| 9  | DEL | Eugénie Le Sommer | 72' |
| 5  | DEF | Perle Morroni     | 81' |
| 23 | DEF | Janice Cayman     | 81' |

| 41' | Alexia Putellas | 1:3 |

| 6' · 23' · 33' | Amandine Henry Ada Hegerberg Catarina Macario | 0:1 0:2 0:3 |

| 33' · 85' | María Pilar León Irene Paredes |

| 45+3' · 65' · 90+4' | Ada Hegerberg Catarina Macario Perle Morroni |

| Principal  | Lina Lehtovaara       |
| Asistentes | Chrysoula Kourompylia |
|            | Karolin Kaivoja       |
| Cuarto     | Jana Adámková         |
| Quinto     | Lucie Ratajová        |

| VAR            | Tiago Martins |
| Asistentes VAR | João Pinheiro |
|                | Paolo Valeri  |

|                    |     |     |
| Tiros              | 15  | 13  |
| Tiros a puerta     | 3   | 5   |
| Faltas             | 5   | 6   |
| Saques de esquina  | 4   | 1   |
| Fueras de juego    | 5   | 1   |
| Posesión del balón | 58% | 42% |

| Alineación inicial |

| 1     | POR   | Sandra Paños           |     |
| 8     | DEF   | Marta Torrejón         | 59' |
| 2     | DEF   | Irene Paredes          |     |
| 4     | DEF   | María Pilar León       |     |
| 16    | DEF   | Fridolina Rolfö        | 75' |
| 14    | MED   | Aitana Bonmatí         |     |
| 12    | MED   | Patricia Guijarro      |     |
| 11    | MED   | Alexia Putellas        |     |
| 7     | DEL   | Caroline Graham Hansen |     |
| 10    | DEL   | Jennifer Hermoso       | 45' |
| 9     | DEL   | Mariona Caldentey      | 59' |
| D. T. | D. T. | Jonatan Giráldez       |     |

| 1     | POR   | Christiane Endler   |     |
| 12    | DEF   | Ellie Carpenter     | 14' |
| 3     | DEF   | Wendie Renard       |     |
| 29    | DEF   | Griedge Mbock Bathy | 81' |
| 4     | DEF   | Selma Bacha         |     |
| 26    | MED   | Lindsey Horan       |     |
| 6     | MED   | Amandine Henry      |     |
| 13    | MED   | Catarina Macario    |     |
| 20    | DEL   | Delphine Cascarino  | 81' |
| 14    | DEL   | Ada Hegerberg       |     |
| 28    | DEL   | Melvine Malard      | 72' |
| D. T. | D. T. | Sonia Bompastor     |     |

| 20 | DEL | Asisat Oshoala         | 45' |
| 18 | DEF | Ana-Maria Crnogorčević | 59' |
| 22 | MED | Lieke Martens          | 59' |
| 6  | DEL | Claudia Pina           | 75' |

| 21 | DEF | Kadeisha Buchanan | 14' |
| 9  | DEL | Eugénie Le Sommer | 72' |
| 5  | DEF | Perle Morroni     | 81' |
| 23 | DEF | Janice Cayman     | 81' |

| 41' | Alexia Putellas | 1:3 |

| 6' · 23' · 33' | Amandine Henry Ada Hegerberg Catarina Macario | 0:1 0:2 0:3 |

| 33' · 85' | María Pilar León Irene Paredes |

| 45+3' · 65' · 90+4' | Ada Hegerberg Catarina Macario Perle Morroni |

| Principal  | Lina Lehtovaara       |
| Asistentes | Chrysoula Kourompylia |
|            | Karolin Kaivoja       |
| Cuarto     | Jana Adámková         |
| Quinto     | Lucie Ratajová        |

| VAR            | Tiago Martins |
| Asistentes VAR | João Pinheiro |
|                | Paolo Valeri  |

|                    |     |     |
| Tiros              | 15  | 13  |
| Tiros a puerta     | 3   | 5   |
| Faltas             | 5   | 6   |
| Saques de esquina  | 4   | 1   |
| Fueras de juego    | 5   | 1   |
| Posesión del balón | 58% | 42% |

| Alineación inicial |

| Trofeo de la Liga de Campeones Femenina de la UEFA |
| Bandera de Francia                                 |
| Campeón Olympique de Lyon 8.° título               |